# 遠隔測定法

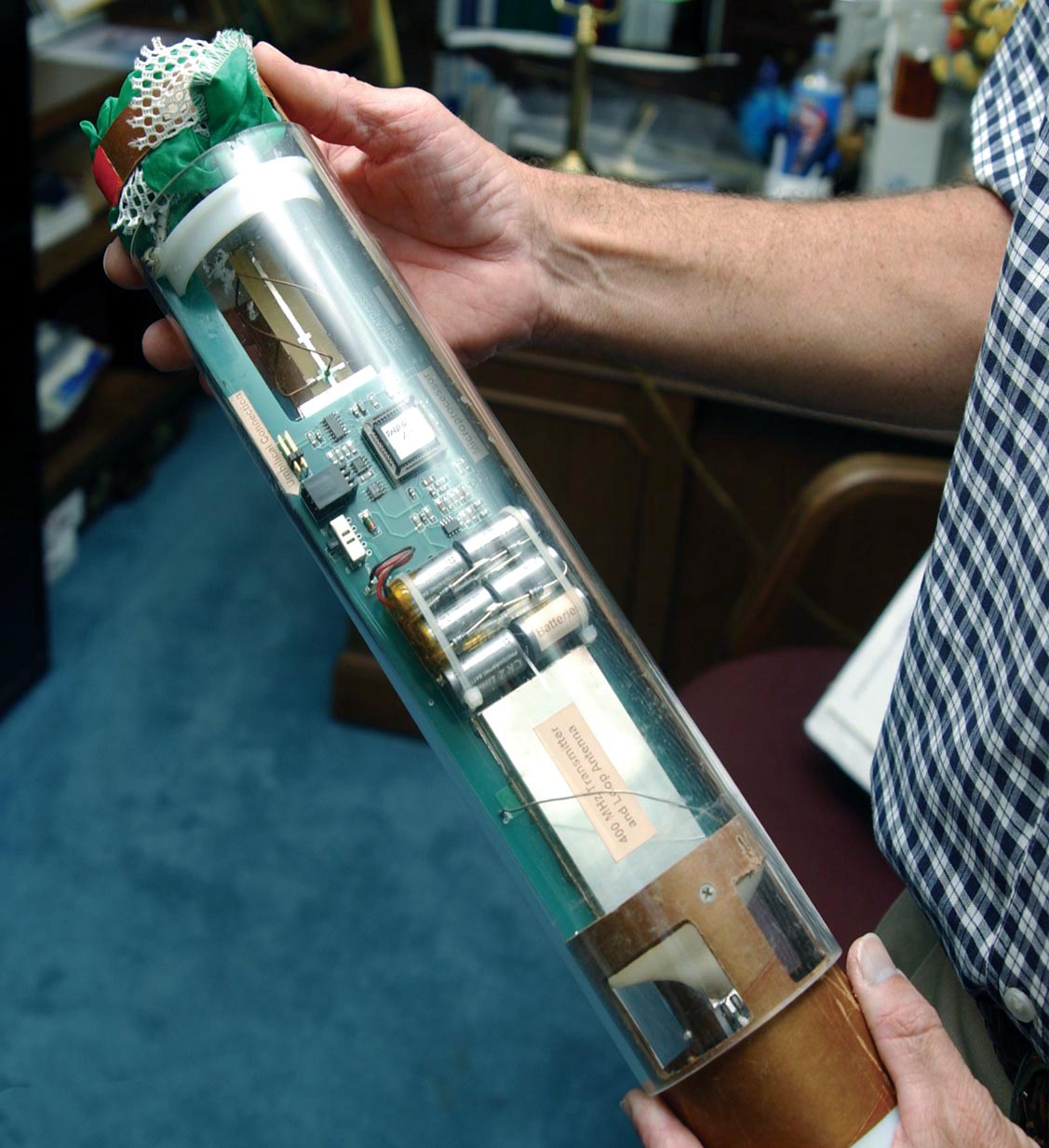
気象データを取得するために使用される使い捨てのドロップゾンデ。テレメトリは、気圧、温度、湿度のセンサーと、取得したデータを航空機に返す無線送信機で構成される。

遠隔測定法（えんかくそくていほう）は、観測対象から離れた地点から様々な観測を行い、そのデータを取得する技術である。観測地点に常駐することが物理的・経済的あるいは安全上困難な場合や、観測対象が移動する場合に使用される。テレメトリー (英語: telemetry) またはテレメタリング (英語: telemetering) ということもある。装置そのものは、テレメータ (英語: telemeter) と呼ばれる。
基本的な技術として、無線（ワイヤレス）方式と有線方式がある。通常、前者の方式が使われる例が多い。
無線遠隔測定を行うためには、観測地に
1. 測定のためのセンサや測定器・計測器
2. 測定データを電気信号などに変換して伝送するための送信機

を置き、受信側に
1. 測定データを受信する受信機
2. データを蓄積・分析するためのシステム

を設置する。伝送方法としては、対象が移動する場合には無線通信が主要な通信手段で、場合によって光通信技術も使用される。対象が固定されている場合にも無線伝送が使用されるほか、電線や光ケーブルによる有線通信も低コストあるいは伝送帯域が広いことから用いられる。伝送されるデータは、今日ではほぼデジタルデータであり、伝送中の劣化や喪失に備えている。多ヶ所のデータを長時間測定する手法として無線センサネットワークが利用されることもある。
テレメトリー／テレメータと併用して、手元から遠方の機器を操作するための手法を遠隔制御あるいは遠隔操作（リモコン、テレコマンド）という。宇宙開発分野では人工衛星・宇宙船の位置把握を含めた管制機能をテレメトリ・トラッキング・コマンド(TT&C)という。
遠隔測定技術を用いてデータを取得することはリモートセンシングの重要な技術要素である。

## 遠隔測定法を使用する分野

### 宇宙開発
飛行中のロケットや軌道上の人工衛星・無人宇宙船などは、近くで測定することができないためテレメトリ技術が早くから発達した。
- ロケットの打上時には搭載した様々なセンサにより、飛行中のロケットの3軸加速度、各部の温度、各機能の動作状態、切り離しなどを観測する画像などを取得して地上の管制局に伝送する。計画通りの飛行ができたことを確認するとともに、機器の改良や事故発生時の原因調査など多用途に用いられる。
- 人工衛星も内部の温度、通信機器の出力や動作状態、太陽電池の発電容量、蓄電池の電圧や充放電電流、姿勢制御系の動作状態、燃料の残量など多くの情報を地上から取得できるように設計される。

### 原子力
原子力発電所または原子力研究所において原子炉の格納容器内など、動作状態の監視が常時必要だが人体に有害な放射線が存在する環境下では、継続的なデータ取得を行うために遠方からの観測が不可欠である.

### 野生動物研究
野生動物の保護、生態研究、害獣駆除などの目的で動物の個体にGPS受信機を組み込んだテレメトリー送信機を装着し、位置などを観測することが行われている。絶滅の危機に瀕した動物の生態研究や渡り鳥の移動に対する適用例などがある。

### 省エネルギー
工場、ビル、住宅などにおいて、各部位のエネルギー使用状況とその結果（温度など）を一ヶ所で遠隔集中監視し、無駄な消費を削減する為に用いられている。

### 自然災害対策
雨量・河川・落雷・地すべり・火山の噴火などを常時あるいは危険な状況下で継続的に観測するため観測機器を関係機関が設置している。よく知られた適用例としてはアメダスなど。

### 生体情報
病院では、入院中の患者に対し常時モニタリングが必要な場合、無線テレメトリー方式の生体情報モニタにより、心電図・脈拍・血圧・体温･パルスオキシメトリーなどのデータを医師・看護師が待機する場所まで送り、非常時の即応体制をとっている。

### 課金情報の取得
課金のための都市ガスなどの使用量測定は、地区ごとに配置した検針員が一軒一軒を回って直接メーターを読み取っているが、近年ではISDN回線のDチャネルなどを用いて使用量データを直接ガス会社に伝送可能な使用量測定器（ガスメーター）が普及している。これにより検針コストの削減・ミスの防止などの効果を得ている。また、自動販売機に携帯電話やPHSのパケット通信を用いてデータを送信するテレメータ装置を装備し、商品の在庫切れやつり銭の不足解消、売り上げ管理などに用いる例がある。

### 自動車レース
自動車レースにおいて、マシンの開発段階やレースでのセッティングを煮詰めるためにデータロガーを使用して各種データを取得するということが行われていたが、1990年代から特にフォーミュラ1ではテレメトリーによりリアルタイムでデータを取得するということが可能になった。データロガーではピットイン時にしかデータを取得することが出来なかったがテレメトリーにより逐次データを取得するどころかマシンのセッティングをドライバーに知られずに走行中に変更する等も可能になった。しかし、FIAがこれを問題視し、2003年からフォーミュラ1でのテレメトリーを用いたマシンセッティングの変更は禁止された。